# Мейган, Том
Том Ме́йган (англ. Tom Meighan; 11 января 1981, Лестер, Великобритания) — английский музыкант, бывший фронтмэн британской рок-группы Kasabian.

## Биография
Отец Тома был мойщиком окон и коллекционером пластинок лейбла Motown, а мать — медсестрой, которая увлекалась джазом. До того как стать музыкантом, Том успел поработать на обувном предприятии в английском Уэтстоуне и на сталелитейном заводе.
Мейган стал третьим, кто вступил в музыкальную группу Kasabian, после её создателя Серджо Пиццорно и басиста Криса Эдвардса. Произошло это в 1999 году. С самого их знакомства Пиццорно замечал в нём некую искру, которая зажигала окружающих и освещала путь самому Тому.
К тому времени, когда я познакомился с ним, Том был уже местной знаменитостью. Это был самый необычный парень в округе.
В нем была искорка особой энергии: такой человек, едва появляется в комнате, электризует всех одним только своим присутствием!Серджо Пиццорно
Пиццорно смог увлечь молодого человека идеей создания собственной музыкальной группы, и вскоре Мейган стал вокалистом Kasabian.
В 2011 году Мейган снялся в роли Терри Грэма в сериале Walk Like a Panther.
6 июля 2020 года было объявлено, что Мейган покидает Kasabian по обоюдному согласию из-за личных причин. На следующий день он признал себя виновным в нападении на свою бывшую невесту 9 апреля 2020 года.

## Медиа-образ
Том получил широкую известность в медиа-структурах не столько благодаря своему таланту, сколько благодаря своим колким комментариям, которые зачастую звучат в адрес других музыкантов. К примеру, после фестиваля Live Earth он сказал, что хотел бы посмотреть на Мадонну, как та будет выглядеть в роли его старого учителя в тренажерном зале. Также он назвал Джулиана Касабланкаса, популярного американского музыканта, 'шикарным хреновым лыжником', культового музыканта Пита Доэрти наградил званием 'a fucking tramp' (самый безобидный вариант перевода — 'бродяга хренов'), а известного Джастина Тимберлейка окрестил 'усатым карликом'.
Том Мейган ассоциируется с шумным поведением на церемониях награждений и в других местах скоплений селебритис. Он утверждает, что всегда стремился соответствовать высказыванию «прийти первым, уйти последним».
Что же касается обвинений в его адрес в том, что его депрессивная музыка рассчитана на молодёжное движение эмо, то он заявил: «Я хочу сказать им, что нужно позитивно смотреть на жизнь. Нужно получать воспитание со стороны родителей, чтобы не сидеть посреди своей спальни с порезанным запястьем. Нужно вырасти».
В феврале 2010 года на концерте в Париже Мейган представил новую гостевую форму сборной Англии по футболу, в которой команда играла на чемпионате мира 2010 года в ЮАР.